# Rebecka Liljeberg
Rebecka Månstråle Liljeberg (13. maj 1981) er en svensk skuespiller. Hun er mest kendt for sin hovedrolle i filmen Fucking Åmål af Lukas Moodysson.

## Liv
Hun blev født i Turinge, omkring 40 km fra Stockholm, men gennem hendes barndom har hun boet mange andre steder i Sverige. Forældrene blev skilt, da Rebecka var omkring et år gammel. Som 9-årig begynder hun sin skuespillerkariere i den svenske julekalender Sunes jul. I årene 1993 – 1997 spiller hun på et amatørteater, indtil hun får en rolle i filmen Närkontakt.

## Filmografi
- 1991 – Sunes jul
- 1997 – Närkontakt
- 1998 – Längtans blåa blomma
- 1998 – Fucking Åmål
- 1999 – Där regnbågen slutar
- 1999 – Sherdil
- 2000 – Skärgårdsdoktorn
- 2000 – Födelsedagen
- 2002 – Bear's Kiss